# Italienske euromønter
 Der er for få eller ingen kildehenvisninger i denne artikel, hvilket er et problem. Du kan hjælpe ved at angive troværdige kilder til de påstande, som fremføres i artiklen.

Euro (€) er fælles valuta for de fleste af EU's medlemslande, inklusiv Italien. Euromønterne har to forskellige sider. En fælles side som viser møntens værdi og en national side som er unik fra land til land.
De italienske euromønter har forskellige motiver på alle de otte mønter, hentet fra kunst- og kulturlivet i italien siden romertiden.